# Turul nemzetség

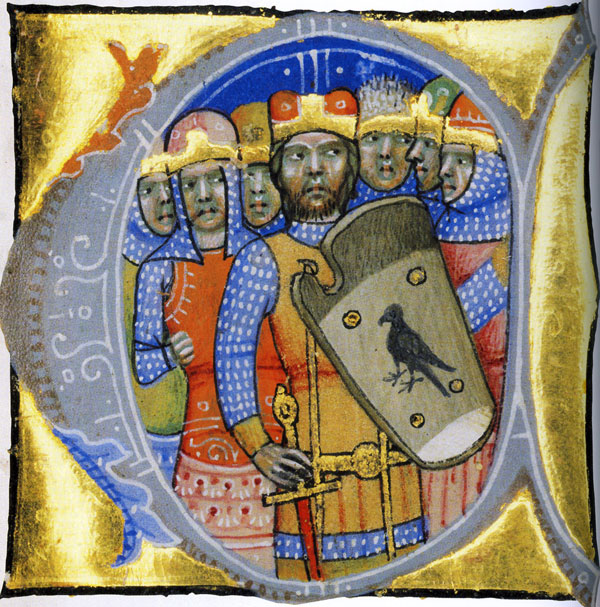
A hét vezér ábrázolása a Képes krónikában

A Turul nemzetség, vagy Turoly nemzetség (Túroly) ősi Árpád-kori nemzetségeink egyike. A fennmaradt hagyományok szerint, amikor a honfoglaláskor az egyes törzsek és nemzetségek között felosztották az országot Érmelléket és környékét a Turul nemzetség kapta meg.

## Története
Kézai Simon leírása szerint a honfoglaló Árpád fejedelem is e nemzetségből származott, bár állítására pontos bizonyítékunk nincs, de az Árpád-korban még létezett Turul személynév, mely helyneveink bizonysága szerint idővel Turolyra, majd később Turonyra változott: az oklevelek tanúsága szerint 1229-ből ismert Turoly ispán neve, és a ma Veszprém megyébe eső Tapolcát is eredetileg Túroly-Tapolczának hívták, s ennek vérségét a kortársak is Túroly nemzetségnek nevezték el.
A Turul, Túroly nemzetség ágai Bihar megyéből ismertek, de nevének létezését a Dunántúlon is több helységnév bizonyítja.       [Akadémiai Értesítő, 1893. 417. — 2.]

## A nemzetség Bihar megyei ágai
A Turul nemzetségbeliek ősi birtokai Berettyószéplak környékén és Érmelléken feküdtek. Érmelléki birtokai a Gutkeled nemzetség és más középbirtokos kisnemesek birtokai között terültek el.
A birtokukba került területeken 6 általuk alapított falu ismert: Györgyegyháza, Érkenéz, Értarcsa, Mihályfalva, Pusztaapáti és Tótfalu. Ezek közül Pusztaapáti és Györgyegyháza mára már eltünt település; Tótfalu pedig beolvadt Érmihályfalvába.
A nemzetség birtokközpontja Érmihályfalva (Nagymihály) volt, de voltak birtokaik még Berettyószéplak környékén is.
A nemzetségről a 13. század végétől kezdve maradtak fenn adatok:
1270-ben Turul nemzetségből származó Turul ispán özvegye, aki a Geregye nemzetségből való Écs fia, Pál leánya, Annus (Onnus), mivel ő kolostorba vonult, a Nyírben lévő Szalacs mellett álló Mihal Praediumot felosztotta rokonai közt. "Nobilis Matrona, Onnus nomine, relicta Comitis Turul, filia viledicet Comitis Pauli filii Ee." ( Fejér Gy. Codex dip. V.1. 84. 1 ) . Ez a Mihály nevű birtok akkor még csak puszta, melynek lakossága a tatárjárás alatt nagyon megritkult.
1304-ben, egy fennmaradt oklevél szerint Turul Lőrinc fiai (Lőrinc, Serefel, Rubert és Gergely) lerombolták bizonyos Dés ispán fiainak a Sebes Körös mentén lévő falvait.
1304-ben meghalt Lőrinc fia Lőrinc, azonban halála előtt a szintén a Turul nemzetséghez tartozó János nevű sógorát, Bod testvére Pált megsértette, szolgáját megölette és ezért 1305-ben Serefel és a többi testvérei a csételeki birtokot ezeknek átengedték.
1313-ban Széplaki Nagymihályi Lőrincz fia Gergely a Berettyó-menti Széplakot bírta,  1326-ban pedig Károly Róbert király a Csák Máté elleni háborúban szerzett érdemeiért a nagymihályi vámjogot adja Tarcsa és Apáti birtokokkal együtt. (Gr. Sztáray oklt. I. 40. és 53.) Fia. Turul 1357-ben váradi kanonok volt.
1326-ban a Gergely, Serefel és Rubert által közösen bírt atyai vagyonon testvérei meg akartak osztozni az 1312 évi szerzeményeken, azonban Károly Róbert király 1326-ban újra kinyilatkoztatta, hogy a vámot és jószágot egyedül Gergelynek adta, s ennél fogva Serefel és Rubert ebből nem részesedhet, majd az erről szóló oklevelét 1327-ben újra megerősítette.
1327-ben a Turul nemzetségbeliek a települést három egyenlő részre osztották fel. (Dl. 28896). Serefel kapta a keleti részt, Rubert a déli részt, Gergely pedig a nyugati részt kapta meg, ezenkívül paplaknak közösen egy telket juttattak, de a vám továbbra is Gergelyé maradt.
1329-ben a király a falu határát megjáratta, Gergely és Serefel, valamint fia Mihály és János fia János számára.
1333-as oklevélben (Turul) Mártont a reszegei ménesben okozott kárral vádolták.
1351-ben Margitot, I. Gergely leányát említik, mint Olaszi Chine Marót feleségét,
1354-ben  Márton testvéreit: I. István és Gergely fiait nagynénjük Anna Csomaközi Péterné leány negyedének kiadására kötelezték.
1357-ben Turul, Gergelynek fia a váradi egyház Szentkereszt oltárának igazgatója volt, aki 1358-ban Nagymihály határjáró levelét átíratta.
A Turul nemzetség mihályfalvi uradalma azonban nem volt hosszú életű, Ősi birtokaik Berettyószéplak környékén feküdtek. Érmelléki birtokaikról viszonylag korán lemondtak, falvaik már a 15. századra kisebb részekre szakadtak szét.
Tarcsán, már 1338-ban a Csanád nemzetséggel közösen birtokoltak, a kezükön maradt részt és Pusztaapátit pedig 1351-ben Olaszi Marótnak adták. Györgyegyházát a váradi káptalan szerezte meg. Kenézen és Mihályfalván pedig több család osztozkodott; így a Szepesi, Félegyházi, Domahidy, majd 1434-ben az Álmosdi Csire család tagjai, 1466-ban pedig 
Várady István kalocsai érsek, később az Esztáryak, Madarásziak, Fudi és más családok is birtokosok lettek itt.